# Mae Faggs
Aeriwentha (Mae) Faggs (Mays Landing, 10 april 1932 - Woodlawn, 27 januari 2000) was een Amerikaans atlete.

## Biografie
Faggs nam driemaal deel aan de Olympische Spelen. Tijdens de Olympische Zomerspelen 1952 werd zij op de 4x100 meter olympisch kampioen in een wereldrecord, vier jaar later won zij samen met haar ploeggenoten de bronzen medaille.

## Titels
- Olympisch kampioen 4 x 100 m - 1952

## Persoonlijke records
| Onderdeel | Prestatie | Jaar |
| --------- | --------- | ---- |
| 100 m     | 11,7 s    | 1952 |
| 200 m     | 24,2 s    | 1956 |

## Palmares

### 100 m
- 1952: 6e OS - 12,1 s
- 1956: HF OS - 12,2 s

### 200 m
- 1948: Series OS - 26,0 s
- 1952: Series OS - 24,5 s
- 1956: HF OS - 24,8 s

### 4 x 100 m
- 1952:  OS - 45,9 s WR
- 1956:  OS - 44,9 s

1928: Rosenfeld, Smith, Bell, Cook ·
1932: Carew, Furtsch, Rogers, Von Bremen ·
1936: Bland, Rogers, Robinson, Stephens ·
1948: Stad-de Jong, Witziers-Timmer, van der Kade-Koudijs, Blankers-Koen ·
1952: Faggs, Jones, Moreau, Hardy ·
1956: Strickland, Croker, Mellor, Cuthbert ·
1960: Hudson, Williams, Jones, Rudolph ·
1964: Ciepły, Kirszenstein, Górecka, Kłobukowska ·
1968: Ferrell, Bailes, Netter, Tyus ·
1972: Krause, Mickler-Becker, Richter, Rosendahl ·
1976: Oelsner, Stecher, Bodendorf, Eckert ·
1980: Müller, Wöckel, Auerswald, Göhr ·
1984: Brown, Bolden, Cheeseborough, Ashford ·
1988: Brown, Echols, Griffith-Joyner, Ashford ·
1992: Ashford, Jones, Guidry, Torrence ·
1996: Devers, Miller, Gaines, Torrence ·
2000: Fynes, Sturrup, Davis, Ferguson ·
2004: Lawrence, Simpson, Bailey, Campbell ·
2008: Borlée, Mariën, Ouédraogo, Gevaert ·
2012: Madison, Felix, Knight, Jeter ·
2016: Madison, Felix, Gardner, Bowie ·
2020: Williams, Thompson-Herah, Fraser-Pryce, Jackson ·
2024: Jefferson, Terry, Thomas, Richardson